# Триумфов, Александр Викторович
Алекса́ндр Ви́кторович Триу́мфов (8 июля 1897, Царское Село—29 июня 1963, Ленинград) — советский невролог. Первый заведующий кафедры нервных болезней Новосибирского медицинского института (1937—1938). Главный невропатолог Военно-морского флота. Член-корреспондент АМН СССР. Заслуженный деятель науки РСФСР.

## Биография
Родился 8 июля 1897 года[по какому календарю?] в Царском Селе (ныне Пушкин).
Его отец, Виктор Александрович, был инженером, инспектором почт и телеграфа, преподавал в университете и получил по служебной выслуге личное дворянство; в 1900—1915 годах преподавал математику и физику в Царскосельской гимназии. После революции жил в Москве, преподавал в техникуме и средней школе; в 1930 году был арестован и осужден по так называемому «делу ленинградских инженеров-электриков»; в 1932 году освобожден без ограничения в правах. Мать, Варвара Николаевна, дочь купца, домохозяйка, после революции проживала в Пушкине.
В 1913 году окончил Царскосельское реальное училище Императора Николая II (ныне школа № 500 в Санкт-Петербурге). С 1913 по 1917 год учился в Императорской военно-медицинской академии.
В июне 1917 года был направлен врачом в действующую армию на Западный фронт, служил младшим врачом стрелковой, затем 5-й Кавалерийской дивизии. В октябре 1917 года перешёл в той же должности на службу в Красную армию. В декабре 1918 года был назначен старшим врачом Конного полка при 1-й Рабочей резервной дивизии, а с февраля 1919 года был старшим врачом Отдельной запасной кавалерийской Петроградской дивизии.
В мае 1919 года стал ординатором Военно-медицинской академии, с февраля 1920 года — младший преподаватель невропатологии при кафедре нервных болезней, руководимой профессором М. И. Аствацатуровым. С 1919 по 1923 годы по совместительству был ассистентом В. М. Бехтерева на кафедре нервных болезней Государственного института медицинских знаний. С 1923 года полностью перешёл на преподавательскую работу на кафедру нервных болезней Военно-медицинской академии.
После увольнения из Вооруженных сил с мая 1930 по декабрь 1931 года работал экспертом-невропатологом в Научном институте врачебно-трудовой экспертизы в Ленинграде.
В январе 1932 года Народный комиссариат здравоохранения РСФСР направил Триумфова, обладавшего большим педагогическим опытом, автора 18 научных работ по психиатрии и невропатологии, в Новосибирск на должность профессора и заведующего кафедрой нервных болезней Новосибирского института усовершенствования врачей, переведённого из Томска. В 1935 году ему были присвоены учёное звание профессора и учёная степень доктора медицинских наук.
С сентября 1937 года А. В. Триумфов одновременно возглавил кафедру нервных болезней только что организованного Новосибирского медицинского института. А. В. Триумфов знал французский и немецкий языки, что позволяло ему в оригинале знакомиться со специальной литературой. За время работы в Новосибирске он опубликовал девять научных работ. Выезжал для участия в научных конференциях в Москву и Ленинград.
В 1938 году вернулся в Ленинград, куда был приглашён заведующим кафедрой нервных болезней 3-го Ленинградского медицинского института (ныне факультет подготовки врачей для Военно-морского флота Военно-медицинской академии имени С. М. Кирова). Через некоторое время был назначен начальником кафедры Военно-морской медицинской академии; стал главным невропатологом Военно-морского флота.
После окончания Великой Отечественной войны А. В. Триумфов был избран членом-корреспондентом АМН СССР.
Основные направления научных исследований профессора А. В. Триумфова — боевая травма нервной системы, нейроинфекции, военная профпатология, нейрогистология. Он впервые описал ряд оригинальных симптомов и синдромов (глубокие брюшные рефлексы, особая форма локального гипергидроза на лице при паротите, симптом электрического разряда при последствиях травм головного мозга и др.).
Автор более 100 научных работ, в том числе известного руководства для студентов и врачей «Топическая диагностика заболеваний нервной системы», выдержавшего более 10 изданий (последнее в 2009 году). Им написаны разделы во многих других руководствах по неврологии и военной медицине.
Был награждён орденами и медалями за участие в Великой Отечественной войне.
Почётный профессор НГМУ.
Скончался 29 июня 1963 года в Ленинграде. Похоронен на Богословском кладбище.

## Семья
Супруга — Мария Николаевна, урождённая Ушакова.